# Megobaralipton mandibulare
Megobaralipton mandibulare är en skalbaggsart som först beskrevs av Leon Fairmaire 1899.  Megobaralipton mandibulare ingår i släktet Megobaralipton och familjen långhorningar.
Artens utbredningsområde är Taiwan. Inga underarter finns listade i Catalogue of Life.